# موش سان لورنزو
موش سان لورنزو (نام علمی: Peromyscus interparietalis) نام یک گونه از سرده موش‌های آهویی است.